# Dønnmannen
Dønnmannen er en 858 meter høj bjergtop på øen Dønna i land Helgeland (Nordland fylke, Norge). Den norske turistforening har mærkede stier op til toppen både fra indersiden og ydersiden. Fra indersiden er stien mærket fra parkeringspladsen ved Teigstad, fra ydtersiden er stien mærket fra Breivika og Hagen. Stien er brat, særlig mod slutningen.
Dønnmannen har fået sit navn fordi toppen har en profil som kan minde om profilen til en mand som ligger på ryggen. Tidligere blev fjeldet også kaldt Teigstadnaveren, toppen er spids og kan minde om en naver.